# Lettische Fußballnationalmannschaft/Europameisterschaften
Der Artikel beinhaltet eine ausführliche Darstellung der lettischen Fußballnationalmannschaft bei Europameisterschaften bzw. den Qualifikationen dazu. Lettland konnte sich einmal für eine EM-Endrunde qualifizieren und war damit bis 2015 das einzige Land, das sich zwar für eine EM, aber nie für eine WM qualifizieren konnte. In der Rangliste belegt Lettland den letzten Platz. Bis 1990 war Lettland Teil der UdSSR, die von 1960 bis 1988 an Europameisterschaften teilnahm und 1960 den ersten Titel gewann. Lettische Spieler spielten in den EM-Kadern der UdSSR aber keine Rolle.

## Übersicht
| Jahr | Gastgeberland           | Teilnahme bis …    | Letzte(r) Gegner                     | Ergebnis | Bemerkungen und Besonderheiten                                                                          |
| ---- | ----------------------- | ------------------ | ------------------------------------ | -------- | --- |
| 1996 | England                 | nicht qualifiziert |                                      |          | In der Qualifikation an Portugal und Irland gescheitert, das sich ebenfalls nicht qualifizieren konnte. |
| 2000 | Niederlande und Belgien | nicht qualifiziert |                                      |          | In der Qualifikation an Norwegen und Slowenien gescheitert.                                             |
| 2004 | Portugal                | Vorrunde           | Tschechien, Deutschland, Niederlande | 14.      | Nach zwei Niederlagen und einem Remis als Gruppenletzter ausgeschieden.                                 |
| 2008 | Österreich und Schweiz  | nicht qualifiziert |                                      |          | In der Qualifikation am späteren Europameister Spanien und Schweden gescheitert.                        |
| 2012 | Polen und Ukraine       | nicht qualifiziert |                                      |          | In der Qualifikation an Griechenland und Kroatien gescheitert.                                          |
| 2016 | Frankreich              | nicht qualifiziert |                                      |          | In der Qualifikation an der Türkei, Tschechien und Island gescheitert.                                  |
| 2021 | Europa                  | nicht qualifiziert |                                      |          | In der Qualifikation an Polen und Österreich gescheitert.                                               |
| 2024 | Deutschland             | nicht qualifiziert |                                      |          | In der Qualifikation traf Lettland auf Wales, die Türkei, Armenien und Kroatien.                        |

## Endrunden mit acht Teilnehmern

### EM 1992
Lettland hatte zwar am 21. August 1991 seine Unabhängigkeit von der UdSSR wiedererlangt, die Qualifikation befand sich da aber schon in den letzten Zügen. Die Mannschaft der UdSSR, in der Letten aber zuvor auch keine Rolle spielten, startete bei der EM als Gemeinschaft Unabhängiger Staaten.

## Endrunden mit 16 Teilnehmern

### EM 1996
Für die EM 1996 in England, die erstmals mit 16 Mannschaften ausgetragen wurde, wollten sich die Letten nach dem Zerfall der Sowjetunion erstmals qualifizieren. Sie mussten gegen Portugal, Irland, Nordirland, Österreich und Liechtenstein antreten. Am 7. September 1994 bestritten die Letten ihr erstes EM-Qualifikationsspiel und verloren gegen Irland mit 0:3. Nach einer weiteren Heimniederlage gegen Portugal gewannen sie in Liechtenstein ihr erstes Pflichtspiel. Nach drei weiteren Niederlagen gewannen sie in Nordirland mit 2:1, was die Nordiren die den 2. Gruppenplatz kostete, gegen Österreich und nochmals Liechtenstein. Dies reichte aber nur zum fünften Platz. Gruppensieger wurde Portugal, die Iren mussten als schlechtester Gruppenzweiter der acht Gruppen und gegen den siebtplatzierten Gruppenzweiten, die Niederlande um den letzten Startplatz bei der EM-Endrunde spielen. Das Spiel wurde auf neutralem Platz in Liverpool ausgetragen und mit 0:2 verloren.

### EM 2000
Für die EM 2000 mussten die Letten in der Qualifikation gegen Norwegen, Slowenien, Griechenland, Albanien und Georgien antreten. Sie begannen die Qualifikation mit zwei Siegen, verloren dann in Slowenien mit 0:1 und kamen gegen Albanien und Griechenland nur zu torlosen Remis. Nach einer Heimniederlage gegen Slowenien gewannen sie dann in Griechenland mit 2:1, was den Griechen Platz 2 kostete, und belegten nach zwei weiteren Remis und einer Heimniederlage gegen Norwegen Platz 4. Norwegen qualifizierte sich als Gruppensieger, Slowenien in den Playoffs der Gruppenzweiten gegen die Ukraine. Beide spielten aber bei der Endrunde keine Rolle.

### EM 2004

Startaufstellungen im ersten EM-Spiel der Letten

Nach der verfehlten Qualifikation für die Fußball-Europameisterschaft 2000 schloss die Mannschaft die Qualifikationsphase als Gruppenzweiter ab. Gruppengegner waren Schweden, Polen, Ungarn und San Marino. Verpasst wurde die direkte Qualifikation durch ein 0:2 im Heimspiel gegen Polen am drittletzten Spieltag. Mit einem Heimsieg gegen Ungarn und einem Sieg in Schweden, das schon als Gruppensieger feststand, am letzten Spieltag wurde dann aber der zweite Platz gesichert. Damit hatten die Letten die Playoffs der Gruppenzweiten erreicht und trafen auf die Türkei. Nach einem 1:0 im Heimspiel reichte im Rückspiel in der Türkei ein 2:2, um sich zum ersten Mal für die EM-Endrunde qualifiziert.
In der Vorrunde in Portugal traf die Mannschaft in einer Todesgruppe auf Tschechien, Rekordeuropameister Deutschland und Ex-Europameister Niederlande. Nach einer 1:2-Niederlage gegen Tschechien, bei der Māris Verpakovskis in der Nachspielzeit der ersten Halbzeit das bisher einzige EM-Tor für Lettland erzielte, erreichten sie gegen Deutschland ein überraschendes torloses Unentschieden. Gegen die Niederlande verloren sie dann mit 0:3 und schieden als Gruppenletzter aus.

### EM 2008
In der Qualifikationsgruppe F für die EM 2008 traf Lettland auf Spanien, Schweden, Nordirland, Dänemark, Island und Liechtenstein. Die beiden erstplatzierten Mannschaften waren für die Endrunde in der Schweiz und Österreich qualifiziert. Lettland konnte nicht an die Ergebnisse der vorherigen Qualifikation anknüpfen und belegte nach vier Siegen und sechs Niederlagen nur Platz 4. Spanien als Gruppensieger und Schweden als Zweiter qualifizierten sich für die Endrunde, wo sie in der Gruppenphase erneut aufeinander trafen und Spanien am Ende zum zweiten Mal den Titel gewann.

### EM 2012
Vier Jahre später lief es nicht besser. In einer Grupe mit Griechenland, Kroatien, Israel, Georgien und Malta wurde wieder nur der vierte Platz belegt. Gewonnen wurden nur die Spiele gegen Malta und in Georgien. Griechenland qualifizierte sich als Gruppensieger, Kroatien in den Playoffs der Gruppenzweiten gegen die Türkei.

## Endrunden mit 24 Teilnehmern

### EM 2016
In der Qualifikation traf Lettland auf die Niederlande, die Türkei, Tschechien, Island und Kasachstan. Es qualifizierten sich die beiden Gruppenersten sowie der Gruppendritte als bester Gruppendritter direkt.
Die Letten starteten mit vier Remis und vier Niederlagen und konnten sich bereits nach diesen Spielen nicht mehr qualifizieren. Eine besondere Rolle spielten die Letten am letzten Spieltag. Durch die Heimniederlage gegen Kasachstan fielen sie auf den letzten Platz zurück, wodurch die Türken, gegen die sie zweimal remis gespielt hatten, als bester Gruppendritter automatisch für die Endrunde qualifiziert waren.

### EM 2021
Für die erste paneuropäische EM-Endrunde hatte sich Lettland nicht um die Ausrichtung von Spielen beworben. In der Qualifikation, an der auch die Ausrichter von Endrundenspielen teilnehmen mussten, hatten es die Letten mit Polen, Österreich, Slowenien, Nordmazedonien und Israel zu tun. Die Letten verloren die ersten sieben Spiele und hatten schon vor den letzten drei Spielen keine Chance mehr sich direkt für die Endrunde zu qualifizieren. Da sie auch in der UEFA Nations League 2018/19 in ihrer Liga sieglos geblieben waren und nur den dritten Platz erreicht hatten, konnten sie sich auch nicht über die Play-offs qualifizieren.

### EM 2024
Für die zweite EM in Deutschland musste sich Lettland gegen die Türkei, Kroatien, Wales und Armenien qualifizieren. Die Letten konnten nur das Heimspiel gegen Armenien gewinnen, verloren aber alle anderen Spiele. In der UEFA Nations League 2022/23 wurden sie zwar Gruppensieger der Gruppe D1 mit vier Siegen, einem Remis und einer Niederlage, da aber Estland in Gruppe D2 alle Spiele gewann, erhielt Estland einen frei gewordenen Play-Off-Platz.

## Spieler mit den meisten Einsätzen bei Europameisterschaften

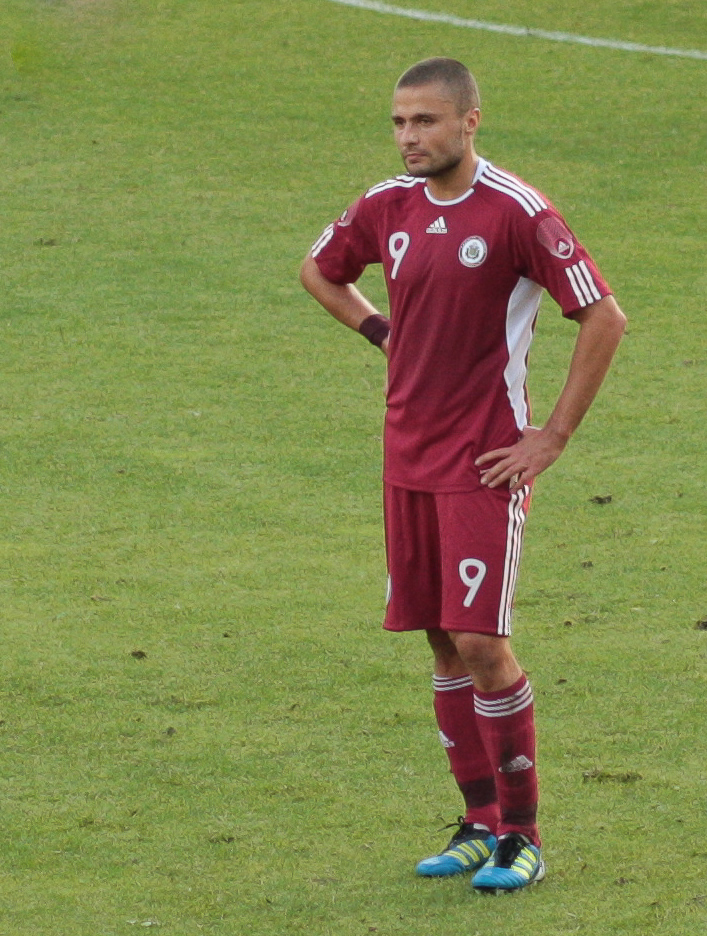
Māris Verpakovskis, bisher einziger lettischer EM-Torschütze

| Spiele | Spieler    | Jahr (Spiele) |
| ------ | ---------- | ------------- |
| 3      | 13 Spieler | 2004 (3)      |
| 1      | 03 Spieler | 2004 (1)      |

Stand: 1. Juli 2012

## Spieler mit den meisten Toren bei Europameisterschaften
| Tore | Spieler            | Jahr (Tore) |
| ---- | ------------------ | ----------- |
| 1    | Māris Verpakovskis | 2004 (1)    |

Stand: 1. Juli 2012

## Bei Europameisterschaften gesperrte Spieler
Bisher wurde kein lettischer Spieler gesperrt.

## Anteil der im Ausland spielenden Spieler im EM-Kader
Legionäre stellten im bisher einzigen Kader knapp die Mehrheit.
| Jahr (Spiele) | Anzahl (Länder)                                                                                               | Spieler (Einsätze) |
| ------------- | --- | --- |
| 2004 (3)      | 12 (1 in Belgien, 1 in Dänemark, 2 in England, 1 in Israel, 1 in Österreich, 4 in Russland, 2 in der Ukraine) | Igors Stepanovs (3); Imants Bleidelis (3); Marians Pahars (3), Andrejs Štolcers (1); Andrejs Prohorenkovs (3); Vitālijs Astafjevs (3); Aleksandrs Koļinko (3), Juris Laizāns (3), Jurģis Pučinskis (0), Andrejs Rubins (3); Valentīns Lobaņovs (3), Māris Verpakovskis (3) |

Stand: 1. Juli 2012

## Spiele
Lettland bestritt drei EM-Spiele, davon wurde keins gewonnen, zwei wurden verloren und eins endete remis. Kein Spiel musste verlängert werden.
Lettland bestritt nie das Eröffnungsspiel, spielte nie gegen den Gastgeber, den späteren Europameister oder den Titelverteidiger.
Keine der zwei Niederlagen ist die höchste gegen diese Länder. Das Unentschieden gegen Deutschland ist aber das bisher beste Ergebnis gegen Deutschland, zwei weitere Spiele – allerdings vor dem Zweiten Weltkrieg wurden verloren.
| Alle EM-Spiele |            |             |          |          |   |                |                                          |
| Nr.            | Datum      | Gegner      | Ergebnis | Anlass   |   | Austragungsort | Bemerkungen                              |
| 1              | 15.06.2004 | Tschechien  | 1:2      | Vorrunde | * | Aveiro (PRT)   | Erstes Länderspiel gegen Tschechien      |
| 2              | 19.06.2004 | Deutschland | 0:0      | Vorrunde | * | Porto (PRT)    |                                          |
| 3              | 23.06.2004 | Niederlande | 0:3      | Vorrunde | * | Braga (PRT)    | Erstes Länderspiel gegen die Niederlande |